# Calignac

Calignac este o comună în departamentul Lot-et-Garonne din sud-vestul Franței. În 2009 avea o populație de 463 de locuitori.

## Evoluția populației
| An        | 1975 | 1982 | 1990 | 1999 | 2006 | 2009 |
| --------- | ---- | ---- | ---- | ---- | ---- | ---- |
| Populație | 381  | 410  | 387  | 373  | 419  | 463  |